# Campionato d'Asia per club 1971
Il Campionato d'Asia per club 1971 è stata la 4ª edizione del massimo torneo calcistico asiatico per squadre di club maggiori maschili.
Per la terza volta su quattro edizioni della competizione il torneo fu vinto da una squadra israeliana: il Maccabi Tel Aviv si laureò campione continentale dopo aver vinto per il ritiro dalla finale degli iracheni dell'Al-Shorta Football Club.

## Torneo

### Turno preliminare
- ROK Army (Corea del Nord)- Bangkok Bank (Thailandia) 2-1
- Al Shurta (Iraq)- Taj Club (Iran) 3-2
- Al Arabi (Kuwait)- Punjab (India) 8-1
- Maccabi Tel Aviv (Israele)- Perak (Malaysia) 1-0

N.B.: nel primo turno i gruppi sono composti da due vincenti e due perdenti del preliminare

### Primo Turno

#### Gruppo A
| Team     | Pun. | Pld | V | N | P | GF | GS | DR |
| -------- | ---- | --- | - | - | - | -- | -- | -- |
| Taj Club | 5    | 3   | 2 | 1 | 0 | 5  | 1  | 4  |
| ROK Army | 4    | 3   | 2 | 0 | 1 | 5  | 2  | 3  |
| Al Arabi | 3    | 3   | 1 | 1 | 1 | 3  | 1  | 2  |
| Perak FA | 0    | 3   | 0 | 0 | 3 | 0  | 9  | −9 |

| Match 1 | Al Arabi | 3–0 | Perak    |
| Match 2 | Taj Club | 2–1 | ROK Army |
| Match 3 | ROK Army | 3–0 | Perak    |
| Match 4 | Taj Club | 0–0 | Al Arabi |
| Match 5 | Taj Club | 3–0 | Perak    |
| Match 6 | ROK Army | 1–0 | Al Arabi |

#### Gruppo B
| Team             | Pts | Pld | W | D | L | GF | GA | GD  |
| ---------------- | --- | --- | - | - | - | -- | -- | --- |
| Maccabi Tel Aviv | 6   | 3   | 3 | 0 | 0 | 11 | 2  | 9   |
| Al-Shorta        | 4   | 3   | 2 | 0 | 1 | 8  | 4  | 4   |
| Bangkok Bank FC  | 2   | 3   | 1 | 0 | 2 | 3  | 6  | −3  |
| FC Punjab Police | 0   | 3   | 0 | 0 | 3 | 2  | 12 | −10 |

| Match 1 | Bangkok Bank     | 2–0   | Punjab       |
| Match 2 | Maccabi Tel Aviv | 3–0 1 | Al Shourta   |
| Match 3 | Maccabi Tel Aviv | 4–1   | Punjab       |
| Match 4 | Al Shourta       | 2–0   | Bangkok Bank |
| Match 5 | Al Shourta       | 6–1   | Punjab       |
| Match 6 | Maccabi Tel Aviv | 4–1   | Bangkok Bank |

1 Al Shurta ritirata: vittoria a tavolino del Tel Aviv

### Semifinali
| Thailandia | Maccabi Tel Aviv | 2 – 0 | ROK Army | Bangkok |

| Thailandia | Al-Shorta | 2 – 0 | Taj Club | Bangkok |

### Finale (Bangkok, 2 aprile 1971)
| Squadra 1        | Totale | Squadra 2 | Andata | Ritorno  |
| ---------------- | ------ | --------- | ------ | -------- |
| Maccabi Tel Aviv | 3 - 0  | Al Shurta | 3-0    | tavolino |